# Хвостов Осип Іванович
Хвостов Осип Іванович (бл. 1719 — бл. 1779) — член Другої Малоросійської колегії (1764—1768 рр.) в Глухові, полковник, бригадир (1764)

## Служба в Глухові
10 листопада 1764 року за клопотанням призначеного малоросійським генерал-губернатором Петра Олександровича Рум'янцева, був призначений членом Другої Малоросійської колегії.

## Родина
Брати: Петро (бл. 1719—1779), Василь, Павло, Семен (1731—1799), Олександр (1756-?).